# Verticordia ovalifolia
Verticordia ovalifolia är en myrtenväxtart som beskrevs av Carl Daniel Friedrich Meisner. Verticordia ovalifolia ingår i släktet Verticordia och familjen myrtenväxter. Inga underarter finns listade i Catalogue of Life.